# Vīts Rimkus
Vīts Rimkus (ur. 21 czerwca 1973 w Rydze) – były łotewski napastnik reprezentacji Łotwy. W latach 1998 (grając w Skonto Ryga) oraz 2006, 2007 i 2008 (jako piłkarz FK Ventspils) zdobywał mistrzostwo Łotwy. W 2007 i 2008 był królem strzelców Virslīgi. Pięciokrotnie zdobył także Puchar Łotwy (w latach 1998, 2003, 2004, 2005, 2007). Z Ekranasem Poniewież zdobył mistrzostwo i Puchar Litwy 2010. W reprezentacji narodowej wystąpił 72 razy strzelając 10 goli. Uczestniczył w Euro 2004, gdzie wystąpił w jednym spotkaniu.